# Ebalus av Akvitanien
Ebalus av Akvitanien, död 935, var hertig av Akvitanien 890-892 och 928-932; och greve av Poitou 890-892 och 902-935.